# Llei Orgànica de l'Estat
La Llei Orgànica de l'Estat va ser promulgada al gener de 1967 després d'haver estat sotmesa a referèndum i aprovada l'any anterior. Coincidí amb els anys del desenvolupament econòmic espanyol i d'apertura a Europa. Fou cronològicament la setena de les Lleis Fonamentals del règim i s'hi racionalitzava el procés d'institucionalització del règim franquista.

## Contingut
Té com a matèria fonamental:
- La separació de càrrecs de Cap de l'Estat i Cap de Govern, encara que això no va impedir que Franco seguís ostentant els dos fins a 1972, quan les Corts van triar com a President del Govern a Luis Carrero Blanco (que va ser assassinat per E.T.A. el 1973) i que el va substituir Carlos Arias Navarro.
- Un altre punt important és l'augment del nombre de procuradors de les Corts, incorporant els 102 del terç familiar que preveia la Ley Constitutiva de las Cortes en 1942, però que fins a aquest moment no havien estat escollits.
- Assentament de la institució monàrquica a Espanya
- Previsió de la possibilitat de crear associacions polítiques.